# Ипджиоглу, Фатих Арда
Фатих Арда Ипдчиоглу (тур. Fatih Arda İpcioğlu, род. 28 сентября 1997, Эрзурум, Турция) — турецкий прыгун с трамплина. Участник Зимних Олимпийских игр 2018 года и 2022 года.

## Спортивная карьера
Фатих Ипджиоглу родился 28 сентября 1997 года в Эрзуруме, Турция. Прыжками с трамплина стал заниматься в 11 лет. В подростковом возрасте он сломал обе ноги во время тренировки по прыжкам с трамплина. После выздоровления и реабилитации, несмотря на давление со стороны матери, вернулся к тренировкам.
В сезоне 2016/17 Ипджиоглу стал первым турком в истории спорта, набравшим очки в Континентальном кубке по прыжкам с трамплина в Эрзуруме.4 и 5 февраля он финишировал двенадцатым. Данный результат позволил ему пройти квалификацию на Зимние Олимпийские игры 2018 года. После своего успеха в Континентальном Кубке он принял участие в отборочных соревнованиях Кубка мира в Лахти и Лиллехаммере, но не прошёл.
В декабре 2017 года стартовал первым турком на Турнире четырёх трамплинов 2017/18, но выбыл в квалификации в Оберстдорфе и Гармиш-Партенкирхене.
В феврале 2018 года он стал первым турецким прыгуном с трамплина, принявшим участие в зимних Олимпийских играх 2018 года, но выбыл на нормальном трамплине, заняв 57-е место и последнее в квалификации. На следующий день он был знаменосцем турецкой олимпийской сборной на церемонии открытия зимних игр. В личном зачете на большом трамплине он также не прошел квалификацию, заняв 56-е место.

## Результаты

### Олимпийские игры
| Год  | Место    | Индивидуально | Индивидуально | Команда | Команда   |
| Год  | Место    | Нормальный    | Большой       | Мужчины | Смешанные |
| ---- | -------- | ------------- | ------------- | ------- | --------- |
| 2018 | Пхёнчхан | —             | —             | —       | N/A       |
| 2022 | Пекин    | 36            | 40            | —       | —         |

### Чемпионат мира по лыжным видам спорта FIS
| Год  | Место             | Индивидуально | Индивидуально | Команда       | Команда       |
| Год  | Место             | Нормальный    | Большой       | Мужчины       | Смешанные     |
| ---- | ----------------- | ------------- | ------------- | ------------- | ------------- |
| 2017 | Лахти             | Q             | Q             | —             | —             |
| 2019 | Зефельд-ин-Тироль | Не участвовал | Не участвовал | Не участвовал | Не участвовал |
| 2021 | Оберстдорф        | Не участвовал | Не участвовал | Не участвовал | Не участвовал |

### Чемпионат мира по полётам на лыжах FIS
| Год  | Место      | Индивидуально | Команда       |
| ---- | ---------- | ------------- | ------------- |
| 2018 | Оберстдорф | Не участвовал | Не участвовал |
| 2020 | Планица    | Не участвовал | Не участвовал |
| 2022 | Викерсунн  | 35            | —             |